# Austvågøy
Austvågøy é a mais nordestina das ilhas maiores do arquipélago de Lofoten, no condado de Nordland, na Noruega. Ela fica localizada entre Vestfjorden e o Mar da Noruega. A ilha de Vestvågøya fica a sudoeste e a grande ilha de Hinnøxa a nordeste. Em 2017, a ilha tinha cerca de 9 000 habitantes.
A maior parte da ilha faz parte do município de Vågan, enquanto a parte nordeste pertence ao município de Hadsel. A principal cidade da ilha é Svolvær. Austvågøya é muito popular entre os alpinistas. O famoso fiorde Trollfjord fica na parte oriental da ilha. Austvågøe está ligado pela estrada europeia Route E10 à ilha vizinha de Hinnøxa, a leste, utilizando a ponte Raftsund e até à ilha de Gimsøxa, a oeste, utilizando a ponte Gimsøystraumen.

## Nome
A forma nórdica antiga do nome era Vágøy. O primeiro rudimento é o nome do antigo local da igreja em Vågan, onde a Igreja Vågan está localizada hoje. O último rudimento é øy, que significa "ilha". A palavra aust (que significa "leste") foi posteriormente adicionada ao nome para diferenciá-la com a ilha vizinha de Vestvågøya.

## Galeria de imagens

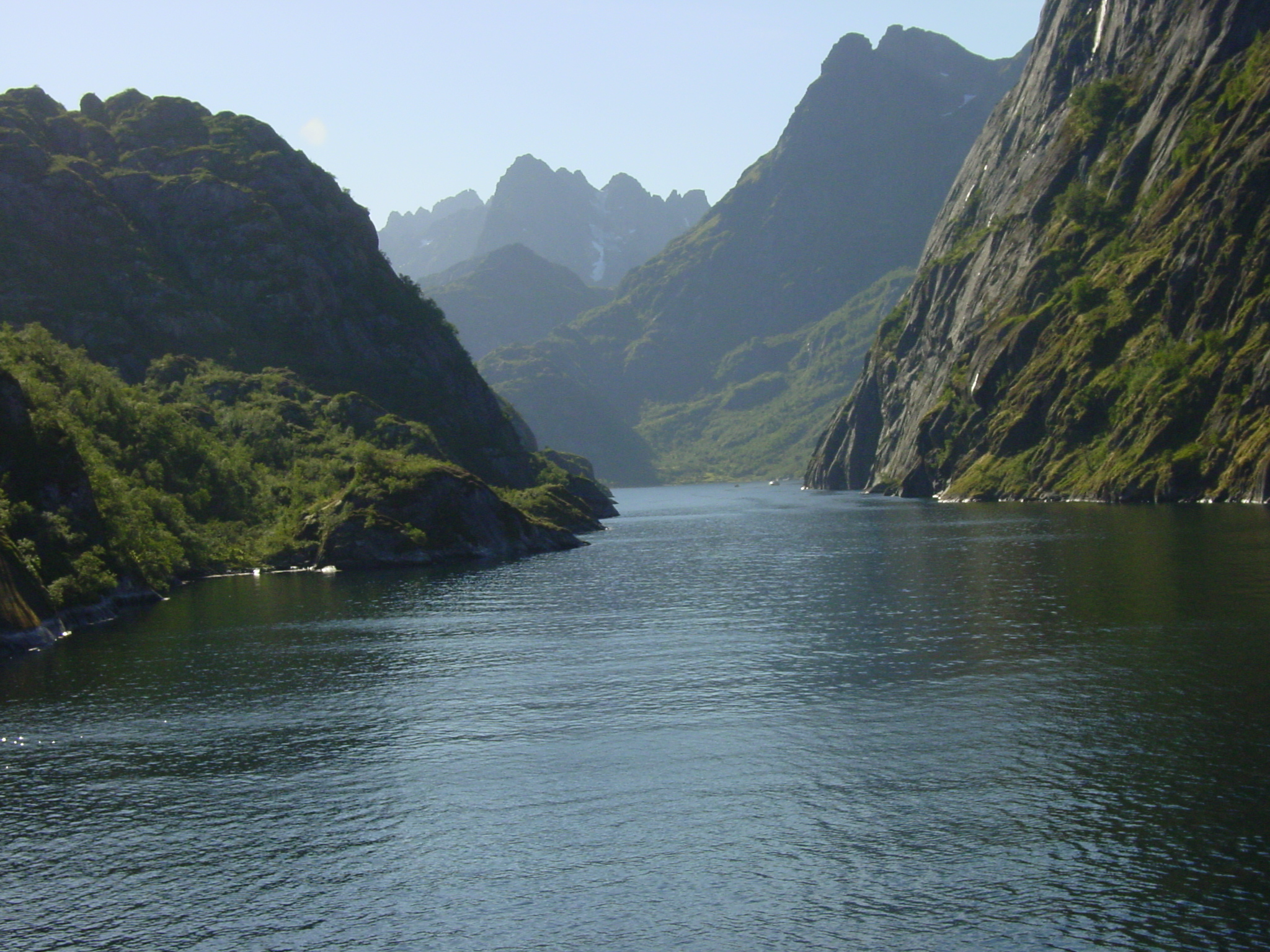
Trollfjord
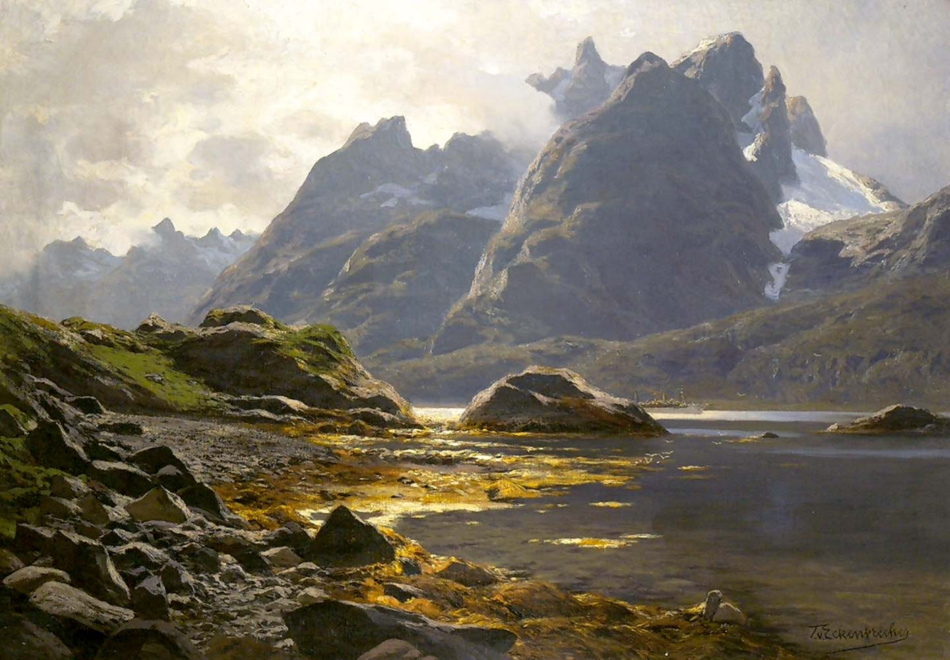
Raftsundet (estreito) entre Austvågøy e Hinnøya, pintura de Eckenbrecher
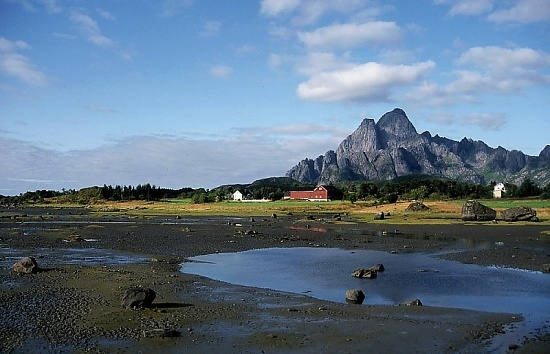
Vågakallen, com 942 metros de altura